# طواف أستونيا 2021
طواف أستونيا 2021 هو سباق دراجات هوائية، وهو الموسم رقم 8 من طواف أستونيا، وأقيم خلال الفترة 28 مايو 2021، وحتى 29 مايو 2021، وهو أحد سباقات طواف أوروبا للدراجات 2021، وشارك فيه 100 متسابقاً ووصل إلى نهايته 52 متسابقاً.
فاز بالمركز الأول Karl Patrick Lauk ‏، وبالمركز الثاني Martin Laas ‏، وبالمركز الثالث Polychronis Tzortzakis ‏، وفاز Martin Laas ‏ في ترتيب النقاط، وكان الفائز حسب النقاط للشباب Antti-Jussi Juntunen ‏، وكان الفائز في تصنيف الجبال Marceli Bogusławski ‏، وفاز فريق إستونيا لركوب الدراجات للرجال في ترتيب الفرق.

## الفرق
| فريق برو- نوفو نورديسك 2021 ‏ فرق قارية (8)- فريق تطوير امبلر 2021 ‏ - EuroCyclingTrips Pro Cycling ‏ - Ferei–CCN ‏ - Kuwait Pro Cycling Team - مازوززي سيرس بولسكي 2021 ‏ - Ribble Weldtite ‏ - Tufo–Pardus Prostějov ‏ - فوستر أيه تي إس تيم 2021 ‏ فرق وطنية (6)- فريق إستونيا لركوب الدراجات للرجال 2021‏ - فريق فنلندا لركوب الدراجات للرجال 2021‏ - منتخب لاتفيا لركوب الدراجات للرجال 2021‏ - فريق ليتوانيا لركوب الدراجات للرجال 2021‏ - فريق بولندا لركوب الدراجات 2021 ‏ - فريق السويد لركوب الدراجات للرجال 2021‏ |  |
| |  |

## المراحل
| قائمة المراحل | قائمة المراحل | قائمة المراحل | قائمة المراحل | قائمة المراحل | قائمة المراحل      | قائمة المراحل      |
| المرحلة       | التاريخ       | الدورة        |               | المسافة (كم)  | الفائز بالمرحلة    | القائد العام       |
| ------------- | ------------- | ------------- | ------------- | ------------- | ------------------ | ------------------ |
| مرحلة 1       | 28 مايو       | تالين – تارتو | مرحلة مستوية  | 186٫16        | Karl Patrick Lauk ‏ | Karl Patrick Lauk ‏ |
| مرحلة 2       | 29 مايو       | تارتو – تارتو | مرحلة مستوية  | 164٫33        | Martin Laas ‏       | Karl Patrick Lauk ‏ |

## النتيجة

### مرحلة 1
هي مرحلة بسيطة، أقيمت في 28 مايو 2021، وامتدّت لمسافة 186.16 كيلومتر. فاز بالمرحلة Karl Patrick Lauk ‏، وكان متصدر الترتيب العام في نهاية المرحلة Karl Patrick Lauk ‏.
| التصنيف العام         | التصنيف العام           | التصنيف العام | التصنيف العام             | التصنيف العام |
| العداء                | العداء                  | البلد         | الفريق                    | الوقت         |
| --------------------- | ----------------------- | ------------- | ------------------------- | ------------- |
| 1                     | Karl Patrick Lauk ‏      | إستونيا       | إستونيا                   | 4 س 07 د 26 ث |
| 2                     | Marceli Bogusławski ‏    | بولندا        | HRE Mazowsze Serce Polski | + 11 ث        |
| 3                     | Polychronis Tzortzakis ‏ | اليونان       | Kuwait Pro Cycling Team   | + 12 ث        |
| 4                     | Jakub Murias ‏           | بولندا        | Voster ATS Team           | + 22 ث        |
| 5                     | Oskar Nisu ‏             | إستونيا       | إستونيا                   | + 24 ث        |
| 6                     | Norman Vahtra ‏          | إستونيا       | إستونيا                   | + 26 ث        |
| 7                     | Martin Laas ‏            | إستونيا       | إستونيا                   | + 27 ث        |
| 8                     | Emīls Liepiņš ‏          | لاتفيا        | لاتفيا                    | + 34 ث        |
| 9                     | ميكيل ريم               | إستونيا       | HRE Mazowsze Serce Polski | + 35 ث        |
| 10                    | Antti-Jussi Juntunen ‏   | فنلندا        | Ampler Development Team   | + 36 ث        |
| مصدر: ProCyclingStats |                         |               |                           |               |

### مرحلة 2
هي مرحلة بسيطة، أقيمت في 29 مايو 2021، وامتدّت لمسافة 164.33 كيلومتر. فاز بالمرحلة Martin Laas ‏، وكان متصدر الترتيب العام في نهاية المرحلة Karl Patrick Lauk ‏.

## التصنيف العام النهائي
| التصنيف العام         | التصنيف العام           | التصنيف العام | التصنيف العام             | التصنيف العام |
| العداء                | العداء                  | البلد         | الفريق                    | الوقت         |
| --------------------- | ----------------------- | ------------- | ------------------------- | ------------- |
| 1                     | Karl Patrick Lauk ‏      | إستونيا       | إستونيا                   | 8 س 02 د 59 ث |
| 2                     | Martin Laas ‏            | إستونيا       | إستونيا                   | + 7 ث         |
| 3                     | Polychronis Tzortzakis ‏ | اليونان       | Kuwait Pro Cycling Team   | + 7 ث         |
| 4                     | Marceli Bogusławski ‏    | بولندا        | HRE Mazowsze Serce Polski | + 12 ث        |
| 5                     | ماسيج باتيرسكي          | بولندا        | Voster ATS Team           | + 27 ث        |
| 6                     | Norman Vahtra ‏          | إستونيا       | إستونيا                   | + 28 ث        |
| 7                     | Antti-Jussi Juntunen ‏   | فنلندا        | Ampler Development Team   | + 31 ث        |
| 8                     | Adrian Banaszek ‏        | بولندا        | HRE Mazowsze Serce Polski | + 32 ث        |
| 9                     | Mārtiņš Pluto ‏          | لاتفيا        | لاتفيا                    | + 38 ث        |
| 10                    | افالداس سيسكفهيوس       | ليتوانيا      | ليتوانيا                  | + 40 ث        |
| مصدر: ProCyclingStats |                         |               |                           |               |

## وصلات خارجية
- الموقع الرسمي
- لمحة عن سباق طواف أستونيا 2021 على موقع  ProCyclingStats   (برو  سايكلنج  ستاتس) - إحصاءات  محترفي  الدراجات.
- طواف أستونيا 2021 على موقع إحصائيات الدراجات الإحترافية (الإنجليزية)